# Cicca Dum-Dum
Cicca Dum-Dum es una serie de historieta erótica del guionista argentino Carlos Trillo y del dibujante español Jordi Bernet para las revistas Penthouse y Penthouse Comix entre 1998 y 2011.

## Creación y trayectoria editorial
Cuarta colaboración conjunta de Trillo y Bernet tras Custer (1985), Light & Bold (1986) e Iván Piire (1992), Cicca Dum-Dum se publicó entre 1998 y 2006 en los números 229 a 345 de la revista "Penthouse" de Europe Star Publicaciones. Durante esos años, la misma editorial la recopiló en cinco álbumes.
Entre 2003 y 2009 pasó a "Penthouse Comix" de Europe Star y MC Ediciones, apareciendo en la misma desde su número 58 a 105.

## Estilo
Cicca Dum-Dum destaca por su condición de parodia del propio género erótico, merced a su abundante recurso al humor, con referencias cinematográficas incluidas.